# Nereis homogompha
Nereis homogompha är en ringmaskart som beskrevs av Rullier 1972. Nereis homogompha ingår i släktet Nereis och familjen Nereididae. Inga underarter finns listade i Catalogue of Life.